# 放課後ひみつクラブ
『放課後ひみつクラブ』（ほうかごひみつクラブ）は、福島鉄平による日本の漫画作品。
『少年ジャンプ+』（集英社）において、2022年10月18日より2024年12月10日まで連載された。
2023年1月に単行本第1巻が発売された際には、佐久間宣行が推薦のコメントを寄せている。

## あらすじ
学園都市「私立ユーカリの葉学園」に入学した猫田悠一は部活動を探す中、掲示板に置かれたチラシをきっかけに謎めいた美少女・蟻ケ崎千歳と出会う。彼女の設立した非公認クラブ「放課後ひみつクラブ」のメンバーとなった猫田は蟻ケ崎と共に日々、学園のヒミツへと迫っていく。

## 登場人物
猫田 悠一（ねこた ゆういち）
私立ユーカリの葉学園高等部1年B組。部活動を探す中で蟻ケ崎と出会い、彼女のことを「ほっといちゃいけない気がする」として放課後ひみつクラブのメンバーとなった。蟻ケ崎の突飛な行動にも淡々とした調子でついていくツッコミ役。「シンちゃん」と呼ぶ弟がいる。

蟻ケ崎 千歳（ありがさき ちとせ）
私立ユーカリの葉学園高等部1年A組。美少女然とした外見をしているが、行動は自由奔放。学園にあふれる謎を解き明かし真実に触れるために放課後ひみつクラブを設立した。「ヒミツ・ミッケ」という決め台詞を持つ。

## 書誌情報
- 福島鉄平『放課後ひみつクラブ』集英社〈ジャンプ コミックス〉、全8巻
  1. 2023年1月4日発売[1][5]、ISBN 978-4-08-883374-3
  2. 2023年5月2日発売[6]、ISBN 978-4-08-883522-8
  3. 2023年10月4日発売[7]、ISBN 978-4-08-883685-0
  4. 2024年2月2日発売[8]、ISBN 978-4-08-883872-4
  5. 2024年6月4日発売[9]、ISBN 978-4-08-884128-1
  6. 2024年10月4日発売[10]、ISBN 978-4-08-884277-6
  7. 2024年12月4日発売[11]、ISBN 978-4-08-884357-5
  8. 2025年2月4日発売[12]、ISBN 978-4-08-884375-9